# Comitini
Comitini település Olaszországban, Szicília régióban, Agrigento megyében. Lakosainak száma 852 fő (2023. január 1.). Comitini Aragona, Favara és Grotte községekkel határos.

## Népesség
A település lakossága az elmúlt években az alábbi módon változott:
| Lakosok száma | 973  | 961  | 852  |
|               | 2017 | 2018 | 2023 |